# 格爾希薩爾
格爾希薩爾是土耳其的城鎮，由布爾杜爾省負責管轄，位於該國西南部，距離首府布爾杜爾107公里，面積575平方公里，海拔高度945米，2011年人口13,581。
37°9′N 29°31′E / 37.150°N 29.517°E